# Gabriele Koerbl
Gabriele Koerbl (* 13. Januar 1948 in Zehdenick; † 2007 auf Martinique) war eine deutsche Bühnenbildnerin, Malerin und Grafikerin.

## Leben und Werk
Gabriele Koerbl absolvierte in Zehdenick die Erweiterte Oberschule und studierte von 1966 bis 1971 bei Heinrich Kilger an der Kunsthochschule Berlin-Weißensee Bühnenbild. Einer ihrer Kommilitonen war Einar Schleef. Bis 1977 war sie dann Bühnenbildnerin am Hans-Otto-Theater Potsdam. Von 1977 bis 1980 hatte sie an der Kunsthochschule Weißensee eine Aspirantur im Fach Malerei bei Günther Brendel. Danach betätigte sich verstärkt als Malerin, Zeichnerin und Grafikerin. Sie schuf u. a. farbige graphische Zyklen zu Dramen wie Kleists Penthesilea und Heiner Müllers Macbeth, Zeichnungen und Tafelbilder.
Gabriele Koerbl arbeitete aber weiter freischaffend als Ausstatterin für Theater und Film. Dabei war sie u. a. an der Volksbühne Berlin, am Deutschen Theater, am Berliner Ensemble, am Theater im Palast im Palast der Republik, am Staatsschauspiel Dresden, am Landestheater Altenburg und an der Hamburger Staatsoper. Zu ihren Partnern gehörten u. a. die Regisseure Ernstgeorg Hering, Peter Konwitschny, Friedo Solter, Helmut Straßburger und B. K. Tragelehn.
Gabriele Koerbl lebte in Berlin und einige Jahre in der Nachbarschaft von Werner Stötzer und Sylvia Hagen in Seelow-Alt Langsow.
Sie war von 1974 bis 1990 Mitglied des Verbands Bildender Künstler der DDR.
2002 wanderte sie mangels Aufträgen mit Jörg-Michael Koerbl auf die Insel Martinique aus. Dort starb sie „zermürbt von Armut in einem termitenzerfressenen Haus“ an den Folgen einer Malaria-Erkrankung.

## Rezeption
„Aus expressiver Figürlichkeit treibt sie ihre Bilder in dunkle, sich auflösende Mysterien von zuweilen unbarmherzig wirkender, bedrängender Unmittelbarkeit.“

## Werke

### Inszenierungen, für die Gabriele Körbel das Bühnenbild oder die Kostüme bzw. Figurinen schuf (unvollständig)
- Peter Hacks: Amphitryon (1972, Deutsches Theater)
- Die Möwe (1973, Hans-Otto-Theater)
- Die heilige Johanna (1974, Hans-Otto-Theater)
- Seán O’Casey: Kikeriki (1976, Hans-Otto-Theater)
- Bluthochzeit (1976, Hans-Otto-Theater)
- Der Biberpelz (1980, Volksbühne Berlin)
- Der zerbrochene Krug (1983, Volksbühne Berlin)
- Der Freischütz (1983, Landestheater Altenburg; Kostüme)
- Der Kirschgarten (1984, Deutsches Theater)
- Alexander Puschkin: Die letzten Tage (1984, Theater im Palast)
- Die Umsiedlerin oder Das Leben auf dem Lande (1985, Staatsschauspiel Dresden)
- Der Rosenkavalier (2002, Staatsoper Hamburg)

### Filmausstattungen
- Die Suche nach dem Vogel Turlipan (1976, Figurinen und Bühnenbild)

### Weitere Zeichnungen und Druckgrafik (Auswahl)
- Macbeth und sein Weib vor dem toten König (um 1981, farbige Kreide, 36,5 × 24,6 cm; Kupferstichkabinett Dresden, Inv.-Nr. C 1981–379)[3]
- Hommage an George Bizet (1986, Radierung, Aquatinta & Reservage, 24,8 × 22,4 cm)

### Buchillustrationen
- Heinrich von Kleist: Penthesilea. Ein Trauerspiel. Buchverlag der Morgen, Berlin, 1983  (mit Reproduktionen von 15 Pastellen)

## Ausstellungen (mutmaßlich unvollständig)

### Personalausstellungen
- 1984: Berlin, Studio-Galerie Baumschulenweg (Malerei und Grafik)

#### Postum
- 2019: Altlangsow, Galerie im Schul- und Bethaus
- 2022: Magdeburg, Forum Gestaltung („Penthesilea aus dem Oderbruch“)

### Teilnahme an Ausstellungen
- 1972: Prag, Kulturzentrum der DDR (Bühnenbilder; anlässlich der II. Prager Quadriennale)
- 1977/1978 und 1987/1988: Dresden, VIII. und X. Kunstausstellung der DDR
- 1979, 1981, 1983 und 1989: Berlin, Bezirkskunstausstellungen
- 1979: Prag, Quadriennale
- 1980: Frankfurt/Oder, Sport- und Ausstellungszentrum („Junge Künstler der DDR “)
- 1990: Berlin, Kunstforum der GrundkreditBank („Bühnenbildner aus der DDR“)
- 1991: Berlin, Ausstellungszentrum am Fernsehturm („Bild und Szene 3. Ausstattungen für Theater, Film, Fernsehen und szenische Installationen.“)